# Massaker von Pietransieri und Collelungo
Die Massaker von Pietransieri und Collelungo ereigneten sich im Verlauf des Zweiten Weltkriegs in zwei italienischen Dörfern, in Pietransieri,  einem Ortsteil von Roccaraso in den Abruzzen, am 21. November 1943 und in Collelungo, einer Örtlichkeit bei Vallerotonda in der Region Latium am 28. Dezember 1943.

## Vorgeschichte
Die zwei Dörfer lagen in unmittelbarer Nähe der Gustav-Linie, eine deutsche Verteidigungslinie im Zweiten Weltkrieg in Mittelitalien, die das Vorrücken der alliierten Streitkräfte blockieren sollte. Nachdem die Alliierten im Rahmen ihrer Invasion in Italien am 9. September 1943 mit der Operation Avalanche im süditalienischen Salerno gelandet waren, zog sich die Wehrmacht nach Norden auf die Gustav-Linie zurück, die ungefähr 100 Kilometer südlich von Rom lag.

## Massaker von Pietransieri
Die 1. Fallschirmjäger-Division, Soldaten eines Feldlazaretts und das 1. Bataillon des SS-Polizeiregiments 20 der SS-Polizei-Division sollten die Bevölkerung aus dem Vorfeld von Cassino räumen. Nachdem die dort lebende Bevölkerung nach dem 30. Oktober 1943 den Räumungsbefehl bis auf etwa 200 Personen bis Mitte November befolgte, änderten die Soldaten nach dem 15. November 1943 ihre Vorgehensweise, als die Räumung in einem 15 Kilometer breiten Streifen entlang der Hauptkampflinie und Küste befohlen wurde. Die Bevölkerung wurde nun drangsaliert und mehrere angetroffene Personen am 17. und 18. November 1943 erschossen. Es gab aber durchaus Soldaten und Einheiten, die nicht zu den Waffen griffen.
Das eigentliche Massaker erfolgt am 21. November 1943. Vier bis sechs Soldaten des in Pietransieri liegenden III. Bataillons des Fallschirmjäger-Regiments 1, das Major Karl-Heinz Becker kommandierte, erschossen 119 Personen, die sie auf vier Bauernhöfen antrafen. Auf einem der Bauernhöfe mussten allein 60 Personen ihr Leben lassen. Die Gebäude wurden durch Minen gesprengt und zerstört. Die Anzahl der Opfer dieses Massakers betrug insgesamt 125 Personen.

## Massaker von Collelungo
Das Massaker ereignete sich am 28. Dezember 1943. Dabei wurden 42 Einwohner in Collelungo getötet, die ihre Häuser in Cardito, einem Ortsteil von Vallerotonda, wegen der Kämpfe verlassen hatten und sich in Erdhöhlen im Frontgebiet niedergelassen hatten. Diese Flüchtlinge waren von der dort stationierten 305. Infanterie-Division zunächst toleriert worden. Diese war eine Woche vor dem Massaker abgezogen und von einem Gebirgsjägerregiment der 5. Gebirgs-Division abgelöst worden. Die Verantwortung für dieses Massaker konnte bislang nicht eindeutig einer Einheit zugeordnet werden, die die Menschen aus ihren Erdlöchern trieb und sie anschließend durch Maschinengewehrsalven tötete. Nach mündlicher Überlieferung soll es eine Militäreinheit gewesen sein, die kurz vor dem Massaker in dieses Gebiet kam.